# G. D. Jones
G. D. Jones (* 1. April 1986 in Auckland) ist ein ehemaliger neuseeländischer Tennisspieler.

## Persönliches
Jones ist der Bruder der ehemaligen neuseeländisch-australischen Tennisspielerin Sacha Hughes, geborene Jones.

## Karriere
Jones spielte zwischen 2000 und 2004 auf der ITF Junior Tour. Dort nahm er je fünfmal an Grand-Slam-Turnieren teil, wo sein bestes Resultat im Einzel das Achtelfinale 2004 in Wimbledon war. Bei den US Open im selben Jahr erreichte er das Viertelfinale. Er gewann in seiner Juniorenkarriere neun Einzel- und drei Doppeltitel, darunter ein Turnier der zweithöchsten Kategorie Grade 1 im Doppel. In der Junioren-Rangliste erreichte er mit Platz 24 seine höchste Notierung. Von 2004 bis 2007 absolvierte Jones ein Studium an der University of Illinois at Urbana-Champaign, wo er auch College Tennis spielte.
Bei den Profis spielte Jones ab Mitte 2005 erste Turniere und hauptsächlich auf der drittklassigen ITF Future Tour. Erst Mitte 2007, nach seinem Studium, nahm er regelmäßig an Turnieren teil. Im Einzel kam er in seiner Karriere insgesamt viermal in ein Future-Halbfinale und in der Weltrangliste im November 2008 bis Platz 604. Auf der höher dotierten ATP Challenger Tour gewann Jones 2009 in Winnetka gegen Sam Groth sein einziges Match auf dieser Ebene. 2005 erhielt er außerdem von den Turnierverantwortlichen seines Heimturniers in Auckland eine Wildcard, womit er sein Debüt gab auf der ATP Tour. Gegen Mariano Zabaleta schied er bei nur zwei eigenen Spielgewinnen zum Auftakt aus. Der einzige andere Auftritt im Einzel folgte drei Jahre später in Auckland, als er die Qualifikation überstand, bevor er im Hauptfeld Nicolás Massú unterlag.
Im Doppel war Jones erfolgreicher. In den ersten zwei vollständigen Jahren als Profi, 2008 und 2009, gewann er elf Titel auf der Future Tour, die meisten davon mit seinem Landsmann Daniel King-Turner. Den einzigen Challenger-Titel fuhr er 2008 mit Kevin Anderson in Knoxville ein. In Burnie sowie Carson stand Jones zwei weitere Male im Challenger-Halbfinale, wodurch er im November 2009 mit Platz 206 sein Karrierehoch im Doppel erreichte. Zwischen 2005 und 2009 war Jones außerdem in acht Begegnungen für die neuseeländische Davis-Cup-Mannschaft im Einsatz. Er weist eine Bilanz von 10:3 auf. Nach 2009 spielte er noch zweimal ein Turnier bevor er seine Karriere beendete.
Nach seiner aktiven Karriere absolvierte er einen Master und arbeitet im Finanzbereich. 2012 kehrte er kurzzeitig als Trainer für seinen ehemaligen Hochschul-Mannschaftskollegen Kevin Anderson zurück. Nachdem er bereits seine Schwester zeitweise trainiert hatte, betreute er Anderson 15 Monate und führte ihn in die Top 20 der Weltrangliste. Danach kehrte er zu seinem Job in der Finanzwelt zurück.

## Erfolge
| Legende (Anzahl der Siege) |
| Grand Slam                 |
| ATP Finals                 |
| ATP Tour Masters 1000      |
| ATP Tour 500               |
| ATP Tour 250               |
| ATP Challenger Tour (1)    |

### Doppel

#### Turniersiege
| Nr. | Datum             | Turnier   | Belag         | Partner        | Finalgegner             | Ergebnis         |
| --- | ----------------- | --------- | ------------- | -------------- | ----------------------- | ---------------- |
| 1.  | 22. November 2008 | Knoxville | Hartplatz (i) | Kevin Anderson | Andy Ram Bobby Reynolds | 3:6, 6:0, [10:7] |